# توم جوزيف
توم جوزيف (1980 في الهند - ) هو لاعب كرة طائرة الهند. شارك في دورة الألعاب الآسيوية 2006 ودورة الألعاب الآسيوية 2002.